# Јован IX Цариградски
Јован IX Агапит († 1134) је био патријарх цариградски у периоду од 24. маја 1111. до 1134. године.

## Биографија
Будући патријарх Јован IX Агапит рођен је у Халкидону. Када је одрастао, рукоположен је за ђакона да служи у Великој Цркви. Истовремено је заузимао положај Јеромнимона.
24. маја 1111. године изабран је на цариградског патријарха.
За време владавине Јована Агапита, настала је полемика око учења митрополита Никејског Јевстатија, који је износио различите претпоставке о људској природи Христовој. Јевстатије је чак написао 2 трактата у којима је, да би доказао своје идеје, цитирао одломке из дела Кирила Александријског. Патријарх Јован је 26. априла 1117. године био на челу архијерејског сабора у Цариграду. На сабору се митрополит Јевстатије одрекао својих мисли и затражио од сабора опроштај за своје погрешно учење. Јевстатијева дела су спаљена. Патријарх је одлучио да Јевстатију не одузме чин, већ му је забранио служење до следећег сабора.
1134. године је умро патријарх Јован IX Агапит.